# Colorado Jim
Colorado Jim (The Naked Spur) és una pel·lícula estatunidenca dirigida per Anthony Mann, estrenada el 1953 i doblada al català.

## Argument
Howard Kemp (James Stewart) perd la seva granja mentre lluita en la guerra civil i es dirigeix cap a les Rocoses d'Abilene, a Kansas, en persecució de l'assassí Ben Vandergroat, per tal d'embutxacar-se la recompensa de 5.000 dòlars. Kemp troba en el seu camí un vell cercador d'or, Jesse Tate, i un soldat de reputació dubtosa, desertor de l'exèrcit de la Unió, Roy Anderson. Capturen Vandergroat i la seva amiga, Lina Patch (Janet Leigh). Però durant el viatge de tornada a través de les Rocoses, Vandergroat intentarà fugir dividint els tres homes, tocant les febleses de cadascun d'ells.

## Repartiment
- James Stewart: Howard Kemp
- Janet Leigh: Lina Patch
- Robert Ryan: Ben Vandergroat
- Ralph Meeker: Roy Anderson
- Millard Mitchell: Jesse Tate

## Al voltant de la pel·lícula
- «The naked spur» es refereix alhora al pic rocós on han estat rodades les últimes seqüències de la pel·lícula, a la regió de Durango, i l'esperó de cavaller utilitzat per James Stewart per escalar-lo.
- Aquesta pel·lícula fa pensar una mica en Fort Bravo amb William Holden quan Ben Vandergroat intenta evadir-se sortint d'un forat d'una gruta i Lina Patch intenta desviar la desconfiança de Howard Kemp.
- Western d'exteriors, enèrgic, concís i amb pocs personatges, perfectament definits en les seves diferents i de vegades complexes motivacions. Excel·lent James Stewart impressionant en els seus esclats de violència.[2]

## Premis i nominacions

### Nominacions[3]
- Oscar al millor guió original

## Galeria

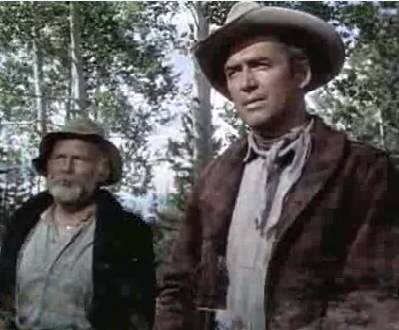
James Stewart
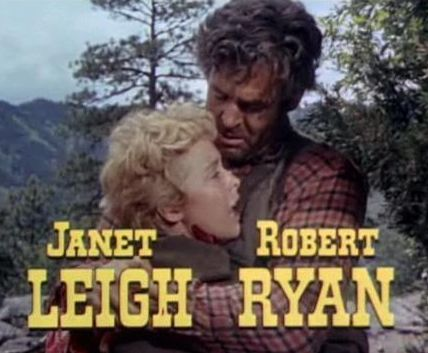
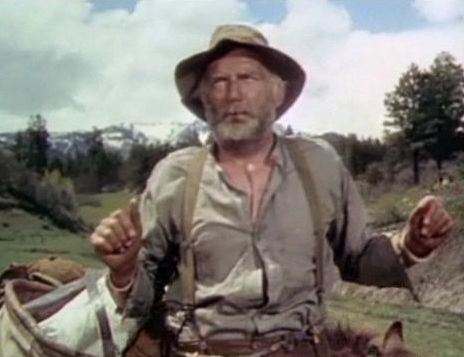
Millard Mitchell